# Municipio de West Fallowfield (condado de Crawford)
El municipio de West Fallowfield (en inglés: West Fallowfield Township) es un municipio ubicado en el condado de Crawford en el estado estadounidense de Pensilvania. En el año 2000 tenía una población de 659 habitantes y una densidad poblacional de 22 personas por km².

## Geografía
El municipio de West Fallowfield se encuentra ubicado en las coordenadas 41°31′00″N 80°22′28″O / 41.51667, -80.37444.

## Demografía
Según la Oficina del Censo en 2000 los ingresos medios por hogar en la localidad eran de $30,956 y los ingresos medios por familia eran de $34,167. Los hombres tenían unos ingresos medios de $30,795 frente a los $18,304 para las mujeres. La renta per cápita de la localidad era de $14,860. Alrededor del 8,7% de la población estaba por debajo del umbral de pobreza.